# 아이자와 리나
아이자와 리나(일본어: 逢沢 りな, 1991년 7월 28일 ~ )는 일본의 배우이다.

## 개요
일본의 여자배우. 염신전대 고온저에서 고온옐로 역을 맡아 인지도가 높아졌고 울트라맨 트리거 에도 시즈마 유리카 역을 맡았다. 1991년에 태어나 현재 31세이다.

## 출연

### 드라마
- 2008년 ~ 2009년 《염신전대 고온저》 - 로야마 사키 / 고온 옐로 (목소리) 역
- 2009년 《반장~진난서 아즈미 반장~》 - 다카자와 사야카 역 (11화)
- 2009년 《NHK 대하드라마 천지인》 - 마쓰 역 (39화)
- 2010년 《야규 무예장》 - 유히 역
- 2010년 《라이어 게임 시즌2》 - 오카베 레이코 역 (최종화)
- 2010년 《좌목탐정 EYE》 - 요시나리 하루카 역 (4화)
- 2010년 《기억의 바다》 - 쓰카모토 마리 역
- 2010년 《솔직하지 못해서》 - 마에다 유키 역
- 2010년 《트릭 신작 스페셜2》 - 이시자카 레이코 역
- 2010년 《해머 세션!》 - 미즈노 마유 역
- 2021년 《울트라맨 트리거》- 시즈마 유리카 역

### 영화
- 《슈퍼 전대 시리즈》
  - 2008년 《염신전대 고온저 BUNBUN!BANBAN!극장BANG!!》 - 로야마 사키 / 고온 옐로 (목소리) 역
  - 2009년 《염신전대 고온저 VS 게키레인저》 - 로야마 사키 / 고온 옐로 (목소리) 역
  - 2010년 《사무라이전대 신켄저 vs. 고온저: 은막 BANG!!》 - 로야마 사키 / 고온 옐로 (목소리) 역
  - 2011년 《고카이저 고세이저 슈퍼 전대 199 히어로 대결전》 - 로야마 사키 역
  - 2011년 《해적전대 고카이저 극장판 - 하늘을 나는 유령선》 - 로야마 사키 역
- 2009년 《하나오니 3: 복수의 시간》 - 아사기리 간나 역
- 2011년 《고교데뷔》 - 고미야마 아사미 역
- 2011년 《메시아》 - 안도 사유리 역